# بات هيلي
بات هيلي (بالإنجليزية: Pat Healy) مصارع أمريكي مختص في فنون القتال المختلطة.

## سجل الفنون القتالية المختلطة
| النتيجة | السجل    | الخصم            | الطريقة | الحدث   | التاريخ        | الجولة | الزمن | المكان           | ملاحظات |
| ------- | -------- | ---------------- | ------- | ------- | -------------- | ------ | ----- | ---------------- | ------- |
| خسر     | 31–17(1) | بوبي غرين        | تحكيم   | -       | 14 ديسمبر 2013 | 3      | 5:00  | الولايات المتحدة |         |
| خسر     | 31–16(1) | خبيب نورماغومدوف | تحكيم   | UFC 165 | 21 سبتمبر 2013 | 3      | 5:00  | كندا             |         |
| NC      | 31–15(1) | جيم ميلر         | -       | UFC 159 | 27 أفريل 2013  | 3      | 4:09  | الولايات المتحدة |         |
| خسر     | 25–15    | جوش طومسون       | إستسلام | -       | 26 جوان 2010   | 3      | 4:27  | الولايات المتحدة |         |

## روابط خارجية
- بات هيلي على موقع IMDb (الإنجليزية)
- بات هيلي على موقع يو إف سي (الإنجليزية)
- بات هيلي على موقع شيردوغ (الإنجليزية)